# Aphneope sericata
Aphneope sericata là một loài bọ cánh cứng trong họ Cerambycidae.